# Katedra w Winchesterze

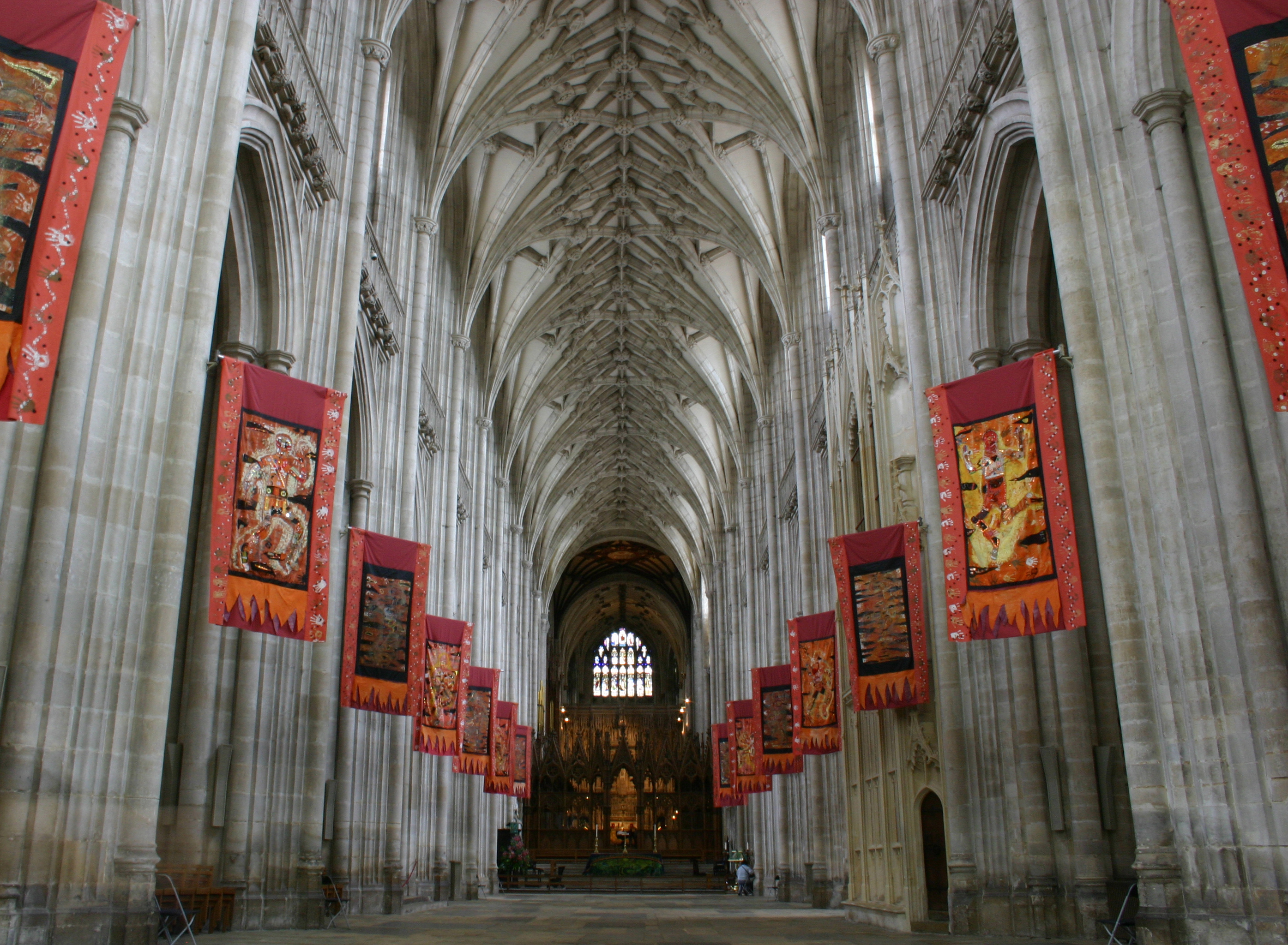
Wnętrze katedry

Katedra w Winchesterze (ang. Winchester Cathedral), katedra pod wezwaniem Trójcy Świętej, śś. Piotra i Pawła i św. Swituna (Cathedral Church of the Holy Trinity, and of St Peter and St Paul and of St Swithun) – jedna z największych gotyckich katedr w Anglii, w mieście Winchester. Jest najdłuższą katedrą w Europie oraz siedzibą biskupa Winchesteru i centrum diecezji Winchester.

## Katedra anglosaska
Pierwszą siedzibą biskupstwa Winchester była zbudowana w 660 roku katedra anglosaska, znana jako Old Minster. Stała na północ od dzisiejszej katedry, a częściowo pod nią. Jej zarys na planie krzyża wyznaczają obecnie płytki na placu. Świątynia ta została wzniesiona przez króla Cenwalha i biskupa Birinusa, pierwszego biskupa diecezji Winchester.
W 901 roku tuż obok Old Minster wzniesiono klasztor zwany New Minster. Zbudowano go tak blisko, że chóry zakonne z obu klasztorów wzajemnie sobie przeszkadzały. W 970 roku arcybiskup Canterbury św. Alphege oraz biskup Winchesteru Ethelwold całkowicie przebudowali oba budynki, łącząc je w jeden, do którego przeniesiono relikwie św. Swituna. Był to wówczas jeden z największych kościołów w Europie. Świątynia ta stała się miejscem pochówku wieku świętych i władców najpierw Wesseksu a później Anglii.
Po podboju Anglii przez Normanów, biskup Walkelin zbudował obok nową jeszcze potężniejszą katedrę, a świątynia anglosaska została zburzona w 1093 roku. Ciała królów i świętych ekshumowano i przeniesiono do prezbiterium nowego kościoła.
Pozostałości starej katedry Winchester zostały wydobyte w 1960 roku. Zarys jej murów oznaczono na dziedzińcu katedry, i oznaczono wyraźnie pierwotny grób św. Swithuna.

## Katedra normańska

### Historia
Budowę zachowanej do dziś katedry rozpoczął biskup Walkelin w 1079 roku. Razem z nią wzniesiono również zabudowania klasztorne. Zakonnicy uroczyście przeprowadzili się 8 kwietnia 1093 roku. Tego samego dnia katedra została konsekrowana. W uroczystościach uczestniczyli niemal wszyscy biskupi i opaci Anglii. Prace przy wykończeniu i upiększeniu katedry trwały do XIV wieku. W 1394 roku William Wynford zaprojektował przebudowę nawy głównej, tak, by sprostała napływowi coraz większych rzesz pielgrzymów.
Kiedy król Henryk VIII Tudor ogłosił się głową kościoła anglikańskiego i rozwiązał wszystkie zakony, los ten stał się również udziałem benedyktynów z Winchesteru. W 1539 roku zakon został rozwiązany, sanktuarium św. Swituna splądrowane, a klasztor i kapitularz rozebrane. Katedrę pozostawiono.
W latach 1905–1912 przeprowadzono największe dotąd prace konserwatorskie w katedrze. Istniała wówczas obawa, że podmyta i podtopiona wschodnia strona katedry zawali się. Zapobiegł temu nurek William Walker, który przez sześć lat pracował w całkowitych ciemnościach, by wzmocnić fundamenty.
Przez dziesięć wieków swego istnienia katedra Winchester była sceną wielu wydarzeń interesujących z historycznego punktu widzenia:
- koronacje: Henryka Młodego Króla (1172), Ryszarda I Lwie Serce (1194)
- śluby: Henryka IV i Joanny (1403) oraz Filipa II i Marii (1554)
- pogrzeby: Edwarda Starszego (924), Hardekanut (1042), Wilhelma II (1100), Jane Austen (1817).

Dziś monumentalna świątynia nadal pozostaje siedzibą biskupa Winchester i centrum diecezji Winchester.

### Grobowce w katedrze
- św. Birinus – jego relikwie zostały przeniesione do katedry przez św. Heddę
- Walkelin – pierwszy normandzki biskup Winchesteru
- Henryk z Blois – biskup Winchesteru
- Richard Ilchester – biskup Winchesteru
- Godfrey de Luci – biskup Winchesteru
- Peter des Roches – biskup Winchesteru
- Henry Beaufort – biskup Winchesteru
- William Edington – biskup Winchesteru
- William Wykeham – biskup Winchesteru
- William Waynflete – biskup Winchesteru
- Thomas Langton – biskup Winchesteru
- Richard Fox – biskup Winchesteru
- Stephen Gardiner – biskup Winchesteru

### Przeniesieni z Old Ministry
Podczas rozbiórki katedry anglosaskiej zdecydowano o ekshumacji pogrzebanych tam osób i przeniesieniu ich szczątków do nowej katedry. Umieszczono je w pobliżu prezbiterium:
- Cynegils z Wesseksu – król Wesseksu
- Cenwalh z Wesseksu – król Wesseksu
- Egbert z Wesseksu – król Wesseksu
- Ethelwulf z Wesseksu – król Wesseksu
- Eadred – król Anglii
- Edwin – król Anglii
- Kanut Wielki – król Anglii, Danii i Norwegii
- Emma z Normandii, żona Kanuta i Ethelreda II
- Wilhelm II Rudy – król Anglii
- Hardekanut – król Anglii i Danii
- Stigand – arcybiskup Canterbury
- Alfred Wielki – król Anglii (obecnie spoczywa w opactwie Hyde.